# Sci di fondo ai IX Giochi olimpici invernali - 5 km femminile
La competizione dei 5 km di sci di fondo femminile ai IX Giochi olimpici invernali si è svolta il 5 febbraio ; il percorso aveva partenza e arrivo nello "Stadio del fondo" di Seefeld in Tirol e copriva un dislivello di 64 m. A partire dalle 12:45 presero parte alla competizione 32 atlete di 12 diverse nazionalità.

## Classifica
| Pos.    | Atleta                 | Nazione          | Tempo 2,5 km | Tempo Finale |
| ------- | ---------------------- | ---------------- | ------------ | ------------ |
| Oro     | Klavdija Bojarskich    | Unione Sovietica | 8'25"8       | 17'50"5      |
| Argento | Mirja Lehtonen         | Finlandia        | 8'26"7       | 17'52"9      |
| Bronzo  | Alevtina Kolčina       | Unione Sovietica | 8'26"9       | 18'08"4      |
| 4       | Evdokija Mekšilo       | Unione Sovietica | 8'26"8       | 18'16"7      |
| 5       | Toini Pöysti           | Finlandia        | 8'36"7       | 18'25"5      |
| 6       | Toini Gustafsson       | Svezia           | 8'25"0       | 18'25"7      |
| 7       | Barbro Martinsson      | Svezia           | 8'33"8       | 18'26"4      |
| 8       | Eeva Ruoppa            | Finlandia        | 8'35"7       | 18'29"8      |
| 9       | Senja Pusula           | Finlandia        | 8'21"9       | 18'45"7      |
| 10      | Rita Ačkina            | Unione Sovietica | 8'33"6       | 18'51"1      |
| 11      | Britt Strandberg       | Svezia           | 8'53"8       | 19'07"5      |
| 12      | Rita Czech-Blasl       | Germania         | 8'55"8       | 19'09"1      |
| 13      | Krăstana Stoeva        | Bulgaria         | 8'49"8       | 19'11"2      |
| 14      | Stefania Biegun        | Polonia          | 8'37"8       | 19'16"0      |
| 15      | Renate Borges          | Germania         | 8'39"9       | 19'17"0      |
| 15      | Ingrid Wigernæs        | Norvegia         | 8'55"8       | 19'17"0      |
| 17      | Christine Nestler      | Germania         | 8'46"0       | 19'21"4      |
| 18      | Babben Enger-Damon     | Norvegia         | 9'00"1       | 19'26"5      |
| 19      | Elfriede Uhlig         | Germania         | 8'57"2       | 19'52"3      |
| 20      | Heiderun Ludwig        | Austria          | 9'07"0       | 20'11"3      |
| 21      | Nadezhda Vasileva      | Bulgaria         | 9'30"8       | 20'24"2      |
| 22      | Eva Paulusová          | Cecoslovacchia   | 9'19"8       | 20'24"7      |
| 23      | Teresa Trzebunia       | Polonia          | 9'20"0       | 20'25"8      |
| 24      | Czesława Stopka        | Polonia          | 9'26"9       | 20'34"4      |
| 25      | Jarmila Škodová        | Cecoslovacchia   | 9'27"9       | 20'46"1      |
| 26      | Eva Břízová            | Cecoslovacchia   | 9'24"8       | 20'48"2      |
| 27      | Weronika Budny         | Polonia          | 9'31"8       | 21'07"1      |
| 28      | Nadezhda Mikhaylova    | Bulgaria         | 9'39"7       | 21'18"9      |
| 29      | Katalin Hemrik         | Ungheria         | 9'42"0       | 21'26"7      |
| 30      | Jigjeegiin Javzandulam | Mongolia         | 10'29"0      | 22'57"5      |
| 31      | Dorjgotovyn Pürevloov  | Mongolia         | 10'56"7      | 24'55"8      |
| 32      | Gun Ädel               | Svezia           | 14'21"0      | 26'09"0      |